# Бурхард VI (X) фон Кверфурт
Бурхард VI (X) фон Кверфурт Млади (на немски: Burchard VI (X) von Querfurt, Burggraf von Madgeburg; * ок. 1215; † между 25 юли 1273 и 17 юли 1278) от фамилията на графовете Кверфурти на род Мансфелд, е от 1269 г. бургграф на Магдебург в архиепископството Магдебург.

## Произход
Той е вторият син на Бурхард IV фон Кверфурт „Курцханд“, бургграф на Магдебург († 1247), и съпругата му графиня София фон Вилдунген-Цигенхайн († 1254), дъщеря на граф Фридрих фон Цигенхайн († 1229) и Лукардис фон Цигенхайн († сл. 1207), роднина на император Фридрих I Барбароса (1122 – 1190). Брат е на Бурхард V фон Кверфурт († 1269/1270), бургграф на Магдебург (1243/1247 – 1269/1270).

## Фамилия
Бурхард VI (X) фон Кверфурт се жени пр. 25 юли 1273 г. за графиня Гизела фон Кефернбург-Рабенсвалд († сл. 17 юли 1278), наследничка на Хардег, дъщеря на граф Албрехт I фон Кефернбург-Вие и Рабенсвалд († сл. 27 юли 1255). Тя е внучка на граф Гюнтер III фон Шварцбург-Кефернбург († сл. 31 март 1223) и Дитбург фон Анхалт-Кьотен. Те имат един син:
- Бурхард VIII фон Кверфурт († сл. 8 септември 1314), бургграф на Магдебург 1269 г., капитан на Майсен, женен за фон Нойхауз; имат два сина, които са бургграфове на Магдебург и графове на Хардег.